# Rádio Juazeiro
Rádio Juazeiro é uma emissora de rádio brasileira sediada em Juazeiro, cidade do estado da Bahia. Opera no dial AM, na frequência de 1190 kHz. Seus estúdios estão localizados no centro de Juazeiro, e seus transmissores estão no bairro Alto da Aliança.

## História
Em 21 de junho de 1946, a concessão para operar nos 1190 kHz de Juazeiro foi adquirida por Adys Casalino e Floriano Ferreira através do então Ministério dos Correios e Telégrafos. Por motivos desconhecidos, Casalino e Floriano venderam-na aos comerciantes Joaquim Borges e Camerino Muniz.
A Rádio Juazeiro foi inaugurada em 12 de julho de 1953, operando com 250 watts, sendo, então, a primeira emissora de rádio da região. A rádio entrou no ar às 10h, com um discurso do então prefeito de Juazeiro, Edson Ribeiro. A inauguração também contou com a presença de um representante da prefeitura de Petrolina, do então Vigário da Paróquia de Juazeiro, Pe. Clementino Tressor, e diversas outras autoridades, além de um discurso do proprietário Joaquim Borges. Outras atrações, como homenagens e participações de artistas, também fizeram parte do evento.
No entanto, a concessão não havia sido repassada aos atuais proprietários da rádio pelos donos originais. Devido a esta irregularidade, a Rádio Juazeiro foi retirada do ar tempos depois. Em 1959, a emissora foi vendida ao ex-prefeito Américo Tanuri e seu sócio, o jornalista Clésio Rômulo Athanásio. Os novos proprietários reativaram a Rádio Juazeiro no ano seguinte.
Anos depois, a Rádio Juazeiro foi novamente vendida, desta vez para Joca de Souza, que em 1967 viria a ser empossado prefeito de Juazeiro.
Em 1971, Joca de Souza resolve desfazer-se da emissora, que estava em problemas econômicos e irregularidades técnicas e judiciais. Por isso, negocia a venda da Rádio Juazeiro com o comunicador Oswaldo Benevides. A venda foi oficializada em 23 de março daquele ano.
Após adquirir a emissora, Oswaldo vai ao Rio de Janeiro, à procura dos donos originais da licença da Rádio Juazeiro. Através de pagamento, conseguiu obter assinaturas de Casalino e Floriano, que repassaram a concessão para ele, possibilitando a legalização da rádio.
Em 26 de novembro de 1974, a Rádio Juazeiro foi finalmente regularizada junto ao Ministério das Comunicações, tornando-se a primeira emissora de rádio a conseguir uma renovação de licença na Bahia. Em 3 de outubro de 1975, conseguiu vencer uma concorrência para operar uma estação de onda tropical com 5 kW de potência.
Em 1979, a emissora inaugurou um novo parque irradiante no bairro Alto da Aliança, onde foram instalados dois transmissores: o principal, de 10 kW, e o reserva, de 1 kW.
Em 14 de abril de 1981, a Rádio Juazeiro inaugurou a estação-irmã Transrio FM, primeira emissora de frequência modulada da região do Vale do São Francisco.
Em 2008, a emissora passou a investir em um sistema de Web TV. A RJ WebTV, como era chamada, transmitia ao vivo pela internet alguns dos programas da Rádio Juazeiro, contando também com reportagens em vídeo. Com isso, a Rádio Juazeiro se torna uma das primeiras emissoras de rádio a transmitir sua programação em imagem através da internet. O projeto foi descontinuado aos poucos, sendo encerrado definitivamente em 2013.
Em 7 de outubro de 2013, Oswaldo Benevides, proprietário da emissora, faleceu aos 76 anos, por insuficiência múltipla dos órgãos.

## Programas
Atualmente, a Rádio Juazeiro produz ou transmite os seguintes programas:
- A Voz e a Verdade: Religioso, com Paulo Pinto;
- Alvorada Nordestina: Variedades, com Sérgio Rego;
- Agente Policial 459: Jornalístico policial, com Wuinston Monteclaro;
- Forrozão da RJ: Musical, com Arielson Leal;
- Giro Policial: Jornalístico policial, com Geraldo Messias;
- Mensagem da Cruz: Religioso;
- Na Sombra do Juazeiro: Variedades, com Marinalva Rodrigues;
- No Mundo do Esporte: Jornalístico esportivo, com Marilene Silva;
- Professor André do Maranhão: Religioso, com André do Maranhão;
- Programa Geraldo José: Jornalístico, com Geraldo José;
- Programa Joãozinho Maravilha: Variedades, com João Batista;
- RJ Notícias: Jornalístico;
- Sem Fronteiras: Jornalístico, com Ramos Filho;
- Som Alegre: Musical gospel;
- Toque de Primeira: Jornalístico esportivo, com Charles Gray;

Diversos outros programas compuseram a grade da emissora, e foram descontinuados:
- A Cidade Reclama[4]
- Ao Cair da Tarde[12]
- Bodega do Brocoió[13]
- Brasil de Fato Bahia[14]
- Discofilando[15]
- E nós, para onde vamos?[16]
- Gincana Estudantil[4]
- Giro Cultural[17]
- Juazeiro Panorama[18]
- Luz, Mulher[18]
- Melhor da Tarde[19]
- Mensageiro Rural[20]
- Momento Cultural[19]
- Pagão[9]
- Paradinha das 4[1]
- Repórter 1190[21]
- Quando Nasce uma Esperança[22]
- Sento Sé Agora[23]
- Supra-Sumo[24]
- Tarde com Deus[25]
- Viver Melhor[26]

## Equipe

### Membros atuais
- Arielson Leal[27]
- Charles Gray[28]
- Geraldo José[29]
- Geraldo Messias[30]
- João Batista[17]
- Marilene Silva[31]
- Marinalva Rodrigues
- Ramos Filho[32]
- Sérgio Rego
- Wuinston Monteclaro[33]

### Membros antigos
- Charles Alexandre[1]
- Edmundo Rastelli[34]
- Elias Cruz[35]
- Francisco José
- Herbet Mouze[36]
- Iago Nunes[37]
- Jean Rêgo †[38]
- José Raimundo Neves †[39]
- Lúcio Manoel[1]
- Marta Luz[40]
- Moacyr Alexandrino dos Santos[1]
- Nilton Ferreira[41]
- Ronaldo Lopes †[42]
- Sibelle Fonseca (hoje na Transrio FM)[43]
- Valmir Pires[1]